# Belovets
Belovets (bulgariska: Беловец) är ett distrikt i Bulgarien.   Det ligger i kommunen Obsjtina Kubrat och regionen Razgrad, i den nordöstra delen av landet, 270 kilometer öster om huvudstaden Sofia.
Trakten runt Belovets består till största delen av jordbruksmark. Runt Belovets är det ganska glesbefolkat, med 35 invånare per kvadratkilometer.